# Hamnkapten
Hamnkapten var en tjänsteman som förr fanns i flertalet sjöstäder och som hade till uppgift att vaka över ordningen i hamnen, tillse att hamnordningens föreskrifter iakttogs, låta anvisa fartyg deras platser och på hamnkontoret lämna upplysning om detta, föra journal över fartygs ankomst och avgång, hos vederbörande myndighet göra anmälan om behov av nybyggnad eller reparation av kaj, bro, landfäste o.d., samt att vara chef för stadens hamnpolis, vilken även bestod av hamnfogdar, hamnmästare, hamnlotsar m.fl . Hamnkaptenen i Stockholm tillsattes av Överståthållarämbetet; i övriga svenska sjöstäder vanligtvis av magistraten.